# Коунсвілл (Нью-Йорк)
Коунсвілл (англ. Conesville) — місто (англ. town) в США, в окрузі Скогарі штату Нью-Йорк. Населення — 687 осіб (2020).

## Демографія
Згідно з переписом 2010 року, у місті мешкали 734 особи в 339 домогосподарствах у складі 214 родин. Було 787 помешкань
Расовий склад населення:
| - 96,9 % — білих - 1,0 % — чорних або афроамериканців - 0,3 % — корінних американців - 0,3 % — азіатів |

До двох чи більше рас належало 1,6 %. Частка іспаномовних становила 2,7 % від усіх жителів.
За віковим діапазоном населення розподілялося таким чином: 17,2 % — особи молодші 18 років, 59,6 % — особи у віці 18—64 років, 23,2 % — особи у віці 65 років та старші. Медіана віку мешканця становила 49,3 року. На 100 осіб жіночої статі у місті припадало 96,3 чоловіків;  на 100 жінок у віці від 18 років та старших — 99,3 чоловіків також старших 18 років.
Середній дохід на одне домашнє господарство  становив 61 983 долари США (медіана — 54 044), а середній дохід на одну сім'ю — 70 921 долар (медіана — 65 625). Медіана доходів становила 52 500 доларів для чоловіків та 33 500 доларів для жінок. За межею бідності перебувало 12,9 % осіб, у тому числі 3,6 % дітей у віці до 18 років та 7,2 % осіб у віці 65 років та старших.
Цивільне працевлаштоване населення становило 377 осіб. Основні галузі зайнятості: освіта, охорона здоров'я та соціальна допомога — 26,8 %, мистецтво, розваги та відпочинок — 12,7 %, сільське господарство, лісництво, риболовля — 11,9 %.